# Järnvägsolyckan i Mariedamm
Järnvägsolyckan i Mariedamm inträffade på morgonen den 28 oktober 1950 strax söder om Mariedamm i södra Närke på järnvägen mellan Mjölby och Hallsberg när en rälsbuss i full fart körde in i ett stillastående persontåg. Nio personer omkom och 13 skadades.
Olyckan är en av de minst ihågkomna av de större järnvägsolyckorna i Sverige. Bidragande kan ha varit att nyheten om olyckan överskuggades av nyheten om kung Gustaf V:s bortgång dagen därefter.

## Olycksförloppet[1][2]
Norrgående rälsbuss 756 skulle vid Godegård i norra Östergötland möta södergående persontåg 611 och lokalgodståget 7311, som emellertid var försenade. Föraren av rälsbussen hade fått en verkställighetsorder om att mötet med lokalgodståget var flyttat till Mariedamm. Föraren hade dock inte fått order om att ordningsföljden mellan persontåget och lokalgodståget var ändrad. Föraren av rälsbussen fick därför vid Godegård order att köra in på ett stickspår för att där invänta de försenade tågen. Föraren missförstod ordern och körde med sina 20 passagerare i stället iväg på den enkelspåriga banan norrut. Då hade redan det södergående persontåget avgått från Mariedamm. Stationspersonalen vid Godegård insåg vad som höll på att hända, men kunde inte kontakta rälsbussen. De gjorde vad de kunde, genom att se till att strömmen bröts, varvid det södergående persontåget blev stillastående. Rälsbussen var dock dieseldriven och påverkades inte. Man gjorde också ett desperat försök att skicka iväg en dressin som försökte hinna ikapp, men förgäves.
Olyckligtvis hade södergående persontåg blivit stående i en skymd kurva två km söder om Mariedamm vid Skeppsjöns strand. Föraren av rälsbussen hade inte en chans att upptäcka persontåget i tid, utan körde i 70-80 km/h rakt in i fronten på persontåget. Rälsbussens framparti trycktes ihop och pressades in en och en halv meter under loket. Fyra personer, bland annat föraren av rälsbussen, omkom omedelbart. Ett par dagar senare hade olyckan krävt sammanlagt nio dödsoffer.

## En familjetragedi[2]
Makarna Gotthard och Hildegard Johansson från Motala var tillsammans med sin 5-åriga dotter passagerare på rälsbussen. De var på väg till Fjugesta för att där överta en frukt- och grönsaksaffär. Makarna var bland dem som omedelbart omkom vid olyckan, medan dottern mirakulöst undkom med endast en skråma på ena ögat. Ambulansföraren Knut Bengt Berglund från Askersund berättade följande för Motala Tidning:
- Vi hade tagit hand om de skadade, och jag frågade om det var några fler som behövde följa med, berättar hr Berglund. Nej, sade man först, men så ropades jag tillbaka, och man visade mig på flickan. "Pappa, pappa", ropade hon och kastade sig om halsen om mig. Jag har själv en flicka i samma ålder och kunde knappast hålla tillbaka mina känslor, när jag kände hennes armar om min hals. Flickan fick följa med till sjukstugan i Askersund, men kunde snart lämna den och fick tillbringa natten hos familjen Berglund.
Den nu föräldralösa flickans öde hade i viss mån uppmärksammats över hela Sverige. Föräldrarna efterlämnade inga betydande summor, och framtiden såg mörk ut. Hon hade en vuxen syster, men denna syster behövde sina tillgångar för sin egen utbildning till sjuksköterska. Den 5 november 1950 startade därför Motala Tidning och barnavårdskontoret i Motala en insamling för flickan. De insamlade medlen skulle fonderas för framtiden och ställas under förmyndarens förvaltning tills flickan blev vuxen.